# دنیس شوچوک
دنیس شوچوک (روسی: Денис Витальевич Шевчук؛ زادهٔ ۲۳ ژانویهٔ ۱۹۹۲) بازیکن فوتبال اهل اوکراین است.